# Mesa de luz

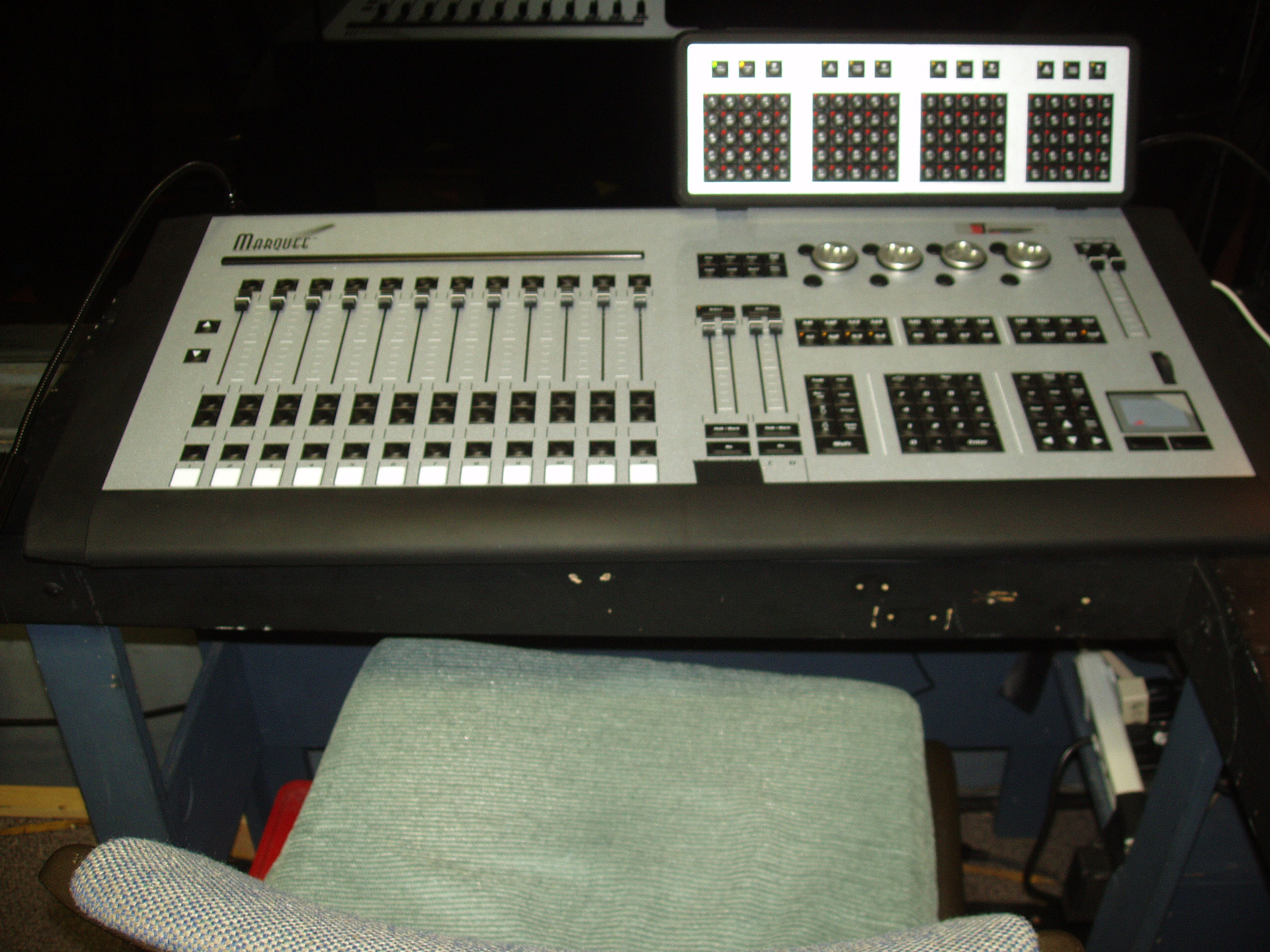
Uma mesa de iluminação.

Uma mesa de iluminação (também chamada painel de controle de iluminação, placa de iluminação ou mesa de luz)  (em inglês: lightboard) é um dispositivo eletrônico usado no projeto de iluminação teatral para controlar várias luzes de uma só vez. Eles são usados em toda a indústria de entretenimento e normalmente são colocados em uma cabine de controle.
O profissional que faz uso desse aparelho geralmente chama-se operador de mesa de iluminação em companhia de outros membros do departamento elétrico durante uma produção teatral, concerto ou outros espetáculos, os quais esquematizam e programam sequências de efeitos e cores de acordo com a trilha sonora ou roteiro. As funções da mesa de luz, geralmente funcionam em ativar ou desativar luzes ou conjuntos, fumaça, cores, movimento das lâmpadas e intensidade. Tudo isso em uma sincronização em tempo real ou predefinida.
As mesas de iluminação comunicam-se com os dimmers e outros dispositivos no sistema de iluminação através de um protocolo de controle eletrônico. O protocolo mais comum utilizado atualmente na indústria do entretenimento é o DMX512, embora outros protocolos (por exemplo, controle de iluminação analógico 0-10 V) ainda possam ser encontrados em uso, e os protocolos mais recentes, como o ACN eo DMX-512-A, estão evoluindo para demandas de sofisticação de dispositivos.

## Tipos de consolas de controle
As mesas variam em tamanho e complexidade, desde pequenas placas predefinidas até mesas dedicadas a iluminação móvel. A finalidade de todas mesas de iluminação, entretanto é a mesma: consolidar o controle das luzes em um sistema organizado, de modo que o designer de iluminação possa se concentrar em produzir um bom espetáculo. A maioria das mesas aceita sinais e comandos para permitir sistemas de controle para integrar suas capacidades em shows mais complexos.

### Placas pré-definidas

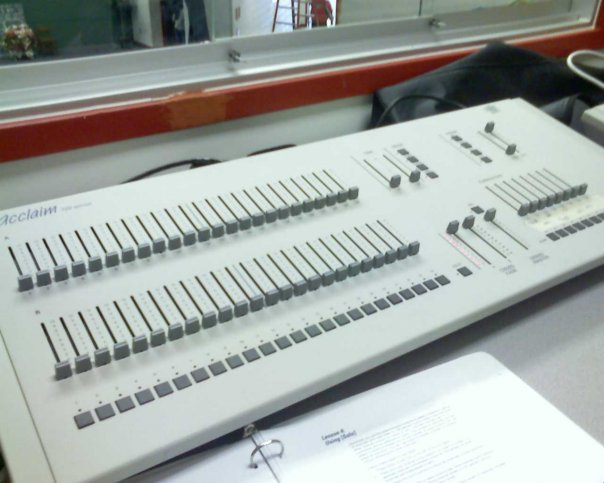
Uma mesa de iluminação pré-definida.

Placas pré-definidas são mesas de iluminação mais básicas e também as mais prevalentes em instalações menores. Eles consistem em dois ou mais bancos de idênticos, chamados de cenas. Tais bancos podem ser ajustados manualmente. Cada cena tem o mesmo número de canais que controlam os mesmos dimmers. Assim, o operador de mesa pode construir uma cena e usar para misturar seletivamente ou desaparecer entre as diferentes cenas.
Placas predefinidas não são tão prevalentes desde o advento de placas de memória digitais, que pode armazenar cenas digitalmente, e são geralmente muito menos complicado, mas mais caro do que placas pré-definidas. No entanto, para pequenas configurações, como a de um DJ, eles continuam a ser a placa de escolha para a sua interface simples de usar e flexibilidade relativa. Placas pré-definidas geralmente controlam apenas luzes convencionais; Embora algumas placas híbridas avançadas podem ser remendadas para operar luzes inteligentes de uma maneira redonda ao definir os canais de controle da luz para canais que a placa pré-ajustada pode controlar. No entanto, isto não é recomendado uma vez que é um processo longo, prolongado e incómodo.

### Placas de memória

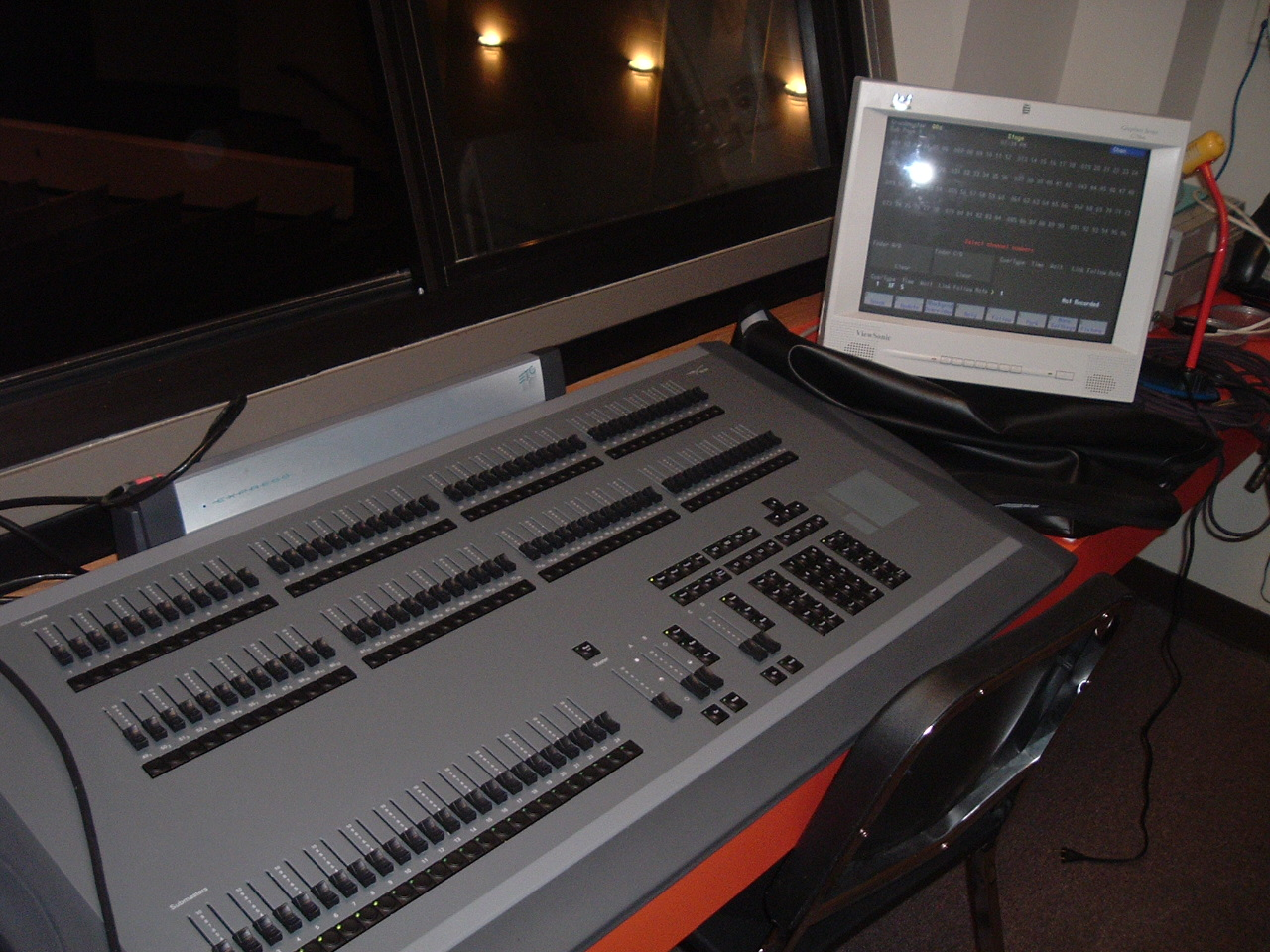
Paínel de memória para controle de iluminação.

As placas baseadas na memória tornaram-se muito populares em quase todas as grandes instalações, particularmente teatros. Este tipo de controlador praticamente substituiu as placas predefinidas como controladores de escolha. As placas de memória são preferíveis em produções onde as cenas não mudam de show para show, como uma produção de teatro, porque as cenas são projetadas e gravadas digitalmente, portanto há menos espaço para erro humano e menos tempo entre as pistas de iluminação, e é necessária para produzir o mesmo resultado. Eles também permitem que as pistas de iluminação contenham maiores contagens de canais, devido às mesmas economias de tempo obtidas com os bancos de canal individuais que não se movem fisicamente.

### Controladores de luzes móveis
Os controladores de luzes móveis são mais um passo na sofisticação de placas de memória. Além de serem capazes de controlar luminárias comuns através de dimmers, eles fornecem controles adicionais para dispositivos elétricos inteligentes. Estes incluem um conjunto de botões que permitem ao operador selecionar a luminária ou acessórios que deseja controlar e um número de rodas ou codificadores rotativos para controlar os atributos do dispositivo, tais como a orientação (pan e tilt), foco, cor, Gobos etc, encontrados neste tipo de luz.
Como não existe uma maneira padrão de controlar uma luz inteligente, uma função importante para este tipo de mesa é consolidar várias maneiras pelas quais as centenas de tipos de luzes inteligentes sejam controladas em uma única interface abstrata para o usuário. Ao integrar o conhecimento de diferentes dispositivos e seus atributos no software de mesa de iluminação, o detalhe de como um atributo como pan ou tilt é controlado para um dispositivo versus outro pode ser ocultado do operador. Isso libera o operador para pensar em termos do que eles querem alcançar (por exemplo, pan 30 graus no sentido horário) em vez de como ele é conseguido para qualquer fixação dada (por exemplo, enviar valor 137 para baixo canal 23). Além disso, se um dispositivo elétrico de iluminação precisar ser substituído por um de um fornecedor diferente que tenha sequências de controle diferentes, nenhuma mudança precisa ser evidente para o operador de mesa. Para mais informações sobre como os dispositivos elétricos inteligentes são controlados, consulte en:Digital MultipleX.

### Controladores pessoais baseados em computador

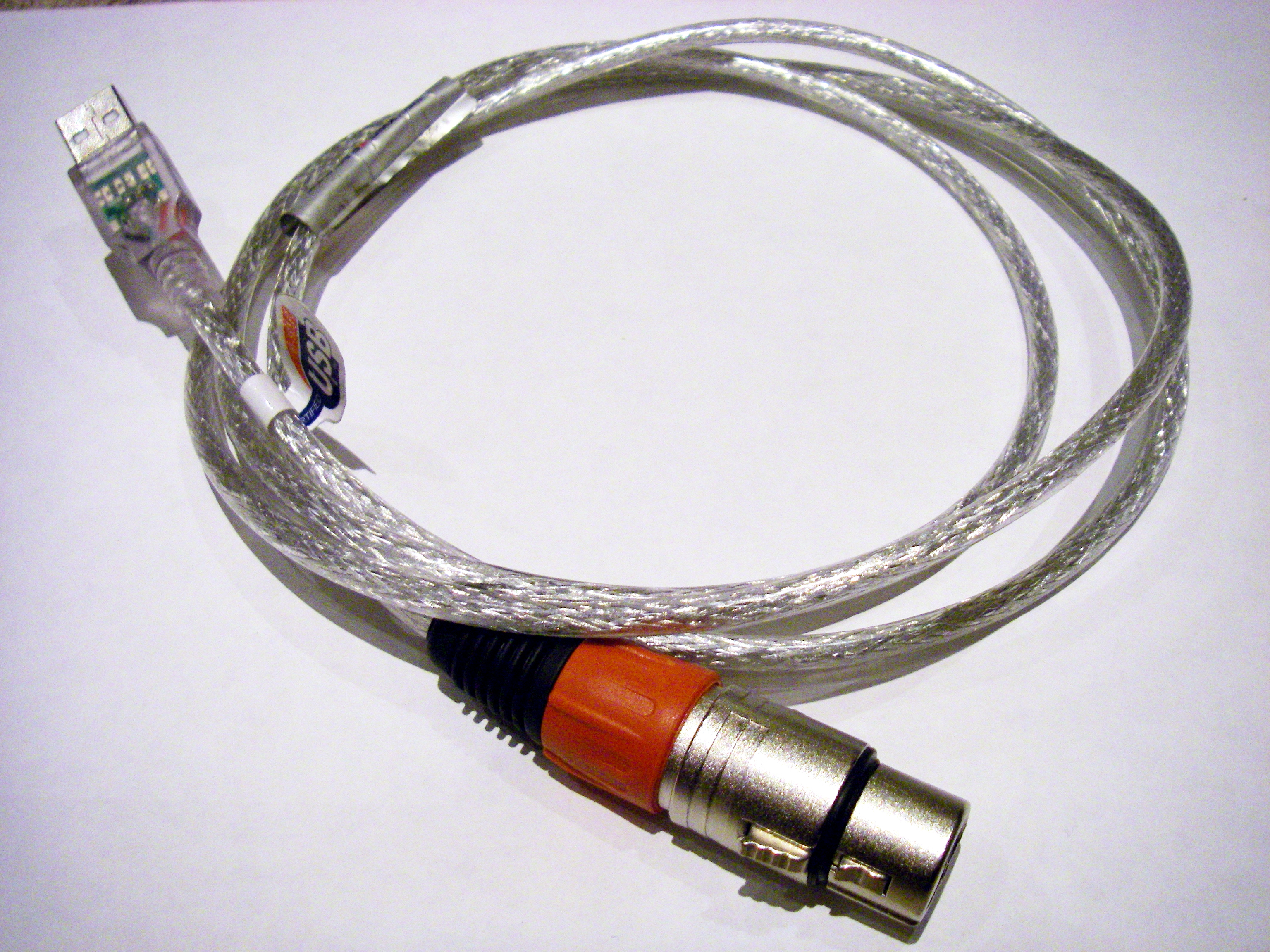
Um conector USB-para-DMX com controlador integrado.

Os controladores baseados em Computador Pessoal (PC) são relativamente novos e usam software com um conjunto de recursos semelhantes ao encontrado em uma mesa baseada em hardware. Como dimmers, luminárias automatizadas e outros dispositivos de iluminação padrão geralmente não têm interfaces padrão de computador atual, opções como portas DMX-512 e painéis conectados via USB são comuns.
Muitos fornecedores de mesas de iluminação oferecem uma versão de software para PC de suas placas. Software de controle de iluminação comercial geralmente requer uma interface DMX específica e possivelmente cara. No entanto, estão disponíveis interfaces PC DMX de baixo custo (<US $ 150) e software livre ou de código aberto.
Muitos fabricantes de consoles também fazem um simulador de software ou "editor off-line" para hardware de suas mesas, e estes são muitas vezes baixáveis gratuitamente. O simulador pode ser usado para pré-programar um show. O software de visualização de iluminação está disponível para simular e aproximar como a iluminação aparecerá no palco, e isso pode ser útil para programar efeitos e detectar erros óbvios de programação, como mudanças de cor incorretas.

### Unidade de foco remoto
Muitas mesas de memória têm um controlador de unidade de foco remoto (RFU) opcional que pode ser conectado à placa de luz e usado para controlar as funções da placa (embora geralmente em alguma capacidade limitada). Eles geralmente são pequenos o suficiente para serem portáteis. Isto é ideal em situações onde mover a placa de iluminação é impraticável, mas o controle é necessário longe de onde a placa é; Isto é, se a placa de iluminação está numa sala de controlo que está longe das luminárias, tal como uma passarela, pode ser ligada uma RFU e um electricista ou o designer de iluminação pode levá-la para um local próximo das luzes. Algumas das mesas mais recentes e mais avançadas possuem RFUs que podem ser conectadas via USB ou mesmo sem fio.
Vários fabricantes oferecem software para dispositivos como Android e iPhones que fazem com que os dispositivos funcionem como controladores remotos para seus painéis. Além disso, desenvolvedores de software independentes lançaram aplicativos que podem enviar pacotes Art-Net a partir de um iPhone, permitindo que um iPhone sirva como um console totalmente caracterizado quando usado em conjunto com um conversor Art-Net para DMX ou luminárias e dimmers compatíveis com Art-Net.
O protocolo de transporte de interface de controlador, é um protocolo de rede usado entre visualizadores, painéis de controle de iluminação e servidores de mídia para transportar informações críticas durante a pré-produção. O protocolo é usado para uma série de propósitos, incluindo SDMX, navegar mídia e miniaturas, entre dispositivos diferentes.